# Partido político europeo
Un partido político europeo (antiguamente, partido político a escala europea) es una coalición de partidos políticos nacionales que persigue objetivos políticos comunes y que opera a nivel de la Unión Europea. Están registrados ante la Autoridad para los partidos políticos europeos y las fundaciones políticas europeas (APPF), de conformidad con los requisitos y procedimientos establecidos en el Reglamento (UE) 1141/2014.

## Regulación
El artículo 10.4 del Tratado de la Unión Europea (TUE) establece que "Los partidos políticos a escala europea contribuirán a formar la conciencia política europea y a expresar la voluntad de los ciudadanos de la Unión". A su vez, el artículo 224 del TUE estipula que "El Parlamento Europeo y el Consejo, con arreglo al procedimiento legislativo ordinario, establecerán mediante reglamentos el estatuto de los partidos políticos a escala europea, [...] y en particular las normas relativas a su financiación".
El desarrollo normativo de estos preceptos fue abordado inicialmente mediante el Reglamento (CE) 2004/2003, de 4 de noviembre de 2003, relativo al estatuto y la financiación de los partidos políticos a escala europea, que fue derogado en el año 2017.
Actualmente, la regulación de los partidos políticos europeos y las reglas de su financiación se desarrollan en el Reglamento (UE) 1141/2014, de 22 de octubre de 2014, sobre el estatuto y la financiación de los partidos políticos europeos y las fundaciones políticas europeas. De forma supletoria, en todo lo no regulado en dicho Reglamento, serán de aplicación las disposiciones del Derecho nacional aplicable en el Estado miembro donde el partido político europeo correspondiente tenga su sede.

## Requisitos para su constitución
Como fija el Reglamento 1141/2014, para formar una coalición de partidos políticos a nivel europeo basta con que exista una cooperación estructurada de algún modo entre diversos partidos políticos o ciudadanos. Ahora bien, para que una coalición europea pase a tener la consideración de partido político europeo es necesario que la misma se registre como tal ante la Autoridad para los partidos políticos europeos y las fundaciones políticas europeas (APPF). Para ello, la coalición deberá cumplir los requisitos estipulados en los artículos 3.1 y 4 del Reglamento (UE) 1141/2014, que son:
- Debe gobernarse por unos estatutos que establezcan, entre otros elementos: el nombre, logotipo, sede, programa político, organización y procedimientos administrativos y financieros internos, modalidades de admisión y exclusión de sus miembros, derechos y deberes de sus afiliados...
- El nombre y logotipo del partido político europeo debe distinguirse claramente de los de cualquier otro partido político europeo o fundación política europea existentes
- Su sede debe encontrarse en un Estado miembro de la Unión Europea
- Sus partidos miembro no pueden ser miembros de ningún otro partido político europeo
- Sus partidos miembro deben haber participado en las elecciones al Parlamento Europeo o manifestado públicamente su intención de participar en las próximas elecciones al Parlamento Europeo.
- El conjunto de sus partidos miembro debe cumplir alguna de estas dos condiciones: 1) contar con representación en forma de Diputados al Parlamento Europeo, Diputados en los Parlamentos nacionales o Parlamentos regionales, en al menos una cuarta parte de los Estados miembro; o bien 2) haber obtenido un mínimo del 3% de los votos emitidos en las últimas elecciones al Parlamento Europeo en al menos una cuarta parte de los Estados miembro.
- Su programa y actividades deben respetar los valores en los que se basa la Unión Europea enunciados en el artículo 2 del Tratado de la Unión Europea, a saber, el respeto de la dignidad humana, la libertad, la democracia, la igualdad, el Estado de Derecho y el respeto de los derechos humanos, incluidos los derechos de las personas pertenecientes a minorías.
- No debe tener ánimo de lucro.

Una vez tramitado el procedimiento corresponidente (arts. 8, 9, 10 y 10bis del Reglamento 1141/2014), practicado el registro del partido político europeo ante la APPF y publicada dicha inscripción en el Diario Oficial de la Unión Europea, el partido político europeo adquirirá plena personalidad jurídica europea gozando de reconocimiento legal y capacidad jurídica en todos los Estados miembros, conforme a los arts. 12, 13 y 15 Reglamento (UE) 1141/2014.

## Financiación
Desde julio de 2004 los partidos políticos europeos tienen a su disposición una financiación anual por parte del Parlamento Europeo. Esta financiación está destinada a abarcar aproximadamente hasta el 85% de los gastos de los partidos sufragando gastos que estén directamente relacionados con los objetivos establecidos en el programa político del partido (reuniones, gastos administrativos, campañas relacionadas con las elecciones europeas, publicaciones, etc.). Sin embargo, tal subvención no se puede utilizar en gastos de campañas o financiación de partidos o candidatos de comicios no europeos, así como el pago de las deudas y gastos relacionados con su amortización.
Actualmente, el régimen de financiación, donaciones, prohibiciones, control de cuentas, responsabilidad y sanciones de los partidos políticos europeos aparece ampliamente regulado entre los artículos 17 a 30 del Reglamento (UE) 1141/2014.

### Financiación pública europea
A continuación se indican los importes de financiación pública realmente recibidos por los partidos políticos europeos entre 2004 y 2021.
Importe (€)Financiación pública europea de los partidos políticos europeos03.000.0006.000.0009.000.00012.000.00015.000.00018.000.00020042008201220162020ADDEADIEAEMNAENAFEALDEAPFCVFEAFPPCEECRPDEALEPVEPIEELAPPEESNEUDLibertasMELDPatriotasPSE
A continuación se comparan las tasas y los importes realmente percibidos por los partidos políticos europeos entre 2004 y 2021.
Importe (€)Financiación pública europea de los partidos políticos europeos010.000.00020.000.00030.000.00040.000.00050.000.000200020052010201520202025Importes máximos de financiación pública asignados a los partidos europeosImportes de financiación pública efectivamente recibidos por los partidos europeos

### Donaciones y contribuciones
A continuación figuran los importes de las contribuciones recaudadas por los partidos políticos europeos de sus afiliados entre 2004 y 2021.
Importe (€)Contribuciones recaudadas por los partidos políticos europeos0300.000600.000900.0001.200.0001.500.0001.800.00020042008201220162020ALDEPPCEECRPDEALEPVEPIEPPEPatriotasPSE
A continuación figuran los importes de las donaciones recaudadas por los partidos políticos europeos de los no afiliados entre 2004 y 2021.
Importe (€)Donaciones recaudadas por los partidos políticos europeos050.000100.000150.000200.000250.000300.000350.00020042008201220162020ALDEPPCEECRPDEALEPVEPIEPPEPatriotasPSE
A continuación se indican los tipos de donantes que hicieron donaciones a partidos políticos europeos entre 2004 y 2021.
Importe (€)Tipos de donantes de los partidos políticos europeos0100.000200.000300.000400.000500.000600.00020042008201220162020Empresa privadaParticularOrganización de interesesPolíticoFundación/organización políticaThink tank / instituto de investigaciónPartido político

## Integración en grupos del Parlamento Europeo
Los partidos políticos europeos forman los grupos políticos en el Parlamento Europeo. No obstante, estos grupos no siempre corresponden totalmente con los partidos, ya que a menudo varios partidos políticos europeos forman un grupo conjunto (por ejemplo, el Partido Verde Europeo con la Alianza Libre Europea o el Partido ALDE con el Partido Demócrata Europeo) o miembros de un mismo partido político europeo pueden dividirse entre varios grupos (por ejemplo, los miembros de la Alianza Libre Europea o del Movimiento Político Cristiano Europeo). Además, en el Parlamento Europeo hay varios representantes de partidos nacionales que no forman parte de ningún partido político europeo oficial.
Para la conformación de los grupos políticos en el Parlamento Europeo se necesitan al menos 23 diputados de una cuarta parte de los Estados miembros. Tras la aprobación de los presidentes de los grupos, los escaños en el hemiciclo del Parlamento Europeo se asignan a los diputados con arreglo a su adscripción política. También puede darse el caso de que algún diputado no pertenezca a ningún grupo, por lo que formará parte de los no inscritos.
Actualmente el Parlamento está compuesto por 8 grupos políticos: Grupo del Partido Popular Europeo, Grupo de la Alianza Progresista de Socialistas y Demócratas, Patriotas por Europa, Grupo de los Conservadores y Reformistas Europeos, Renovar Europa, Grupo de Los Verdes / Alianza Libre Europea, La Izquierda en el Parlamento Europeo y Europa de las Naciones Soberanas.

## Papel en la elección de la Comisión Europea
Aunque el Parlamento Europeo elige al ejecutivo, la Comisión Europea (presidente y comisarios) y a propuesta del Consejo Europeo en función de las elecciones europeas, en él no hay grupos "gubernamentales" ni "de oposición" como tal. En lugar de la confrontación predomina la búsqueda de consensos entre los partidos mayoritarios, en los que tradicionalmente tienen un peso especial los dos grupos más grandes, el PPE (democristianos) y el PSE (socialdemócratas). Esto se debe a que ningún grupo político alcanza la mayoría absoluta necesaria para ganar una votación, a diferencia de otros parlamentos donde solo es necesaria la mayoría simple.

## Partidos políticos europeos actuales
Para que una alianza de partidos tenga la consideración oficial de partido político europeo, deberá estar inscrita en la Autoridad para los partidos políticos europeos y las fundaciones políticas europeas (APPF). Actualmente, son doce los partidos políticos europeos constituidos, mostrados en la siguiente tabla ordenados por número de diputados en el Parlamento Europeo:
| Partido político europeo | Partido político europeo                                                                                           | Partido político europeo | Partido político europeo       | Partido político europeo | Partido político europeo  | Partido político europeo                     | Política                   | Política                                                     | Política                | Miembros en | Miembros en | Miembros en |
| Nombre                   | Nombre | Abr.                     | Presidente                     | Fundación                | Grupo Parlamentario       | Fundación política europea                   | Posición                   | Ideología                                                    | Integración             | Parlamento  | Comisión    | Consejo     |
| ------------------------ | --- | ------------------------ | ------------------------------ | ------------------------ | ------------------------- | -------------------------------------------- | -------------------------- | ------------------------------------------------------------ | ----------------------- | ----------- | ----------- | ----------- |
|                          | Partido Popular Europeo European People's Party                                                                    | PPE                      | Manfred Weber                  | 1976                     | Grupo PPE                 | Wilfried Martens Centre for European Studies | Centroderecha              | Democracia cristiana, liberalismo económico                  | Europeísmo              | 182/720     | 11/27       | 11/27       |
|                          | Partido de los Socialistas Europeos Party of European Socialists                                                   | PSE                      | Stefan Löfven                  | 1973                     | S&D                       | Foundation for European Progressive Studies  | Centroizquierda            | Socialdemocracia                                             | Europeísmo              | 136/720     | 4/27        | 3/27        |
|                          | Patriotas.eu Patriots.eu                                                                                           | Patriotas                | Santiago Abascal               | 2014                     | PfE                       | Patriots for Europe Foundation               | Extremaderecha-Derecha     | Nacionalismo, populismo de derecha                           | Euroescepticismo        | 72/720      | 0/27        | 1/27        |
|                          | Partido de los Conservadores y Reformistas Europeos European Conservatives and Reformists Party                    | CRE                      | Mateusz Morawiecki             | 2009                     | Grupo ECR                 | New Direction                                | Derecha                    | Conservadurismo social, liberalismo económico, atlantismo    | Euroescepticismo        | 70/720      | 1/27        | 2/27        |
|                          | Partido de la Alianza de los Liberales y Demócratas por Europa Alliance of Liberals and Democrats for Europe Party | ALDE                     | Timmy Dooley, Ilhan Kyuchyuk   | 1976                     | RE                        | European Liberal Forum                       | Centro                     | Liberalismo                                                  | Federalismo europeo     | 49/720      | 5/27        | 3/27        |
|                          | Partido Verde Europeo European Green Party                                                                         | PVE                      | Mélanie Vogel, Thomas Waitz    | 2004                     | Verdes/ALE                | Green European Foundation                    | Izquierda-Centroizquierda  | Ecologismo, ecosocialismo                                    | Europeísmo              | 44/720      | 0/27        | 0/27        |
|                          | Europa de las Naciones Soberanas Europe of Sovereign Nations                                                       | ESN                      | Stanislav Stotanov             | 2024                     | Grupo ESN                 |                                              | Extremaderecha             | Nacionalconservadurismo, rusofilia                           | Euroescepticismo fuerte | 25/720      | 0/27        | 0/27        |
|                          | Alianza de la Izquierda Europea por los Pueblos y el Planeta European Left Alliance for the People and the Planet  | ELA                      | Malin Björk, Catarina Martins  | 2024                     | La Izquierda              |                                              | Extremaizquierda-Izquierda | Socialismo democrático, populismo de izquierda, ecofeminismo | Euroescepticismo        | 18/720      | 0/27        | 0/27        |
|                          | Partido de la Izquierda Europea Party of the European Left                                                         | PIE                      | Walter Baier                   | 2004                     | La Izquierda              | Transform Europe                             | Izquierda                  | Eurocomunismo, Socialismo democrático                        | Euroescepticismo        | 16/720      | 0/27        | 0/27        |
|                          | Partido Demócrata Europeo European Democratic Party                                                                | PDE                      | François Bayrou                | 2004                     | RE                        | Institute of European Democrats              | Centro                     | Socioliberalismo                                             | Federalismo europeo     | 10/720      | 0/27        | 0/27        |
|                          | Alianza Libre Europea European Free Alliance                                                                       | EFA                      | Lorena López de Lacalle Arizti | 1981                     | Verdes/ALE, Grupo ECR     | Coppieters Foundation                        | Centroizquierda            | Regionalismo                                                 | Atrapolotodo            | 8/720       | 0/27        | 1/27        |
|                          | Partido Político Cristiano Europeo European Christian Political Party                                              | ECPP                     | Valeriu Ghilețchi              | 2002                     | Grupo ECR, Grupo PPE, PfE | Sallux                                       | Derecha-Centroderecha      | Conservadurismo social, democracia cristiana                 | Euroescepticismo        | 4/720       | 0/27        | 0/27        |

## Antiguos partidos políticos europeos
Las entidades que figuran a continuación estaban anteriormente registradas en la APPF.
| Partido político europeo | Partido político europeo                  | Partido político europeo | Cronología | Cronología            | Política       | Política                               | Política                | Política            |
| Nombre                   | Nombre                                    | Abr.                     | Fundación  | Retirado del registro | Posición       | Ideología                              | Integración             | Grupo Parlamentario |
| ------------------------ | ----------------------------------------- | ------------------------ | ---------- | --------------------- | -------------- | -------------------------------------- | ----------------------- | ------------------- |
|                          | Alianza Europea de Movimientos Nacionales | AENM                     | 2009       | 2018                  | Extremaderecha | Ultranacionalismo Populismo de derecha | Euroescepticismo fuerte | NI                  |
|                          | Alianza por la Paz y la Libertad          | APF                      | 2015       | 2018                  | Extremaderecha | Ultranacionalismo, Neofascismo         | Euroescepticismo fuerte | NI                  |

Las entidades que se citan a continuación cumplieron en algún momento los requisitos para recibir financiación pública europea; sin embargo, nunca se registraron en la APPF.
| Partido político europeo | Partido político europeo                         | Partido político europeo | Cronología | Cronología | Cronología                                                              | Política                                                          | Política                | Política                                                                   |
| Nombre                   | Nombre                                           | Abr.                     | Fundación  | Disolución | Recibió fondos públicos europeos                                        | Ideología                                                         | Integración             | Grupo Parlamentario                                                        |
| ------------------------ | ------------------------------------------------ | ------------------------ | ---------- | ---------- | ----------------------------------------------------------------------- | ----------------------------------------------------------------- | ----------------------- | -------------------------------------------------------------------------- |
|                          | Alliance for Direct Democracy in Europe          | ADDE                     | 2014       | 2017       | 2015, cumplió los requisitos en 2016-17 pero no recibió financiación.   | Democracia directa Nacionalconservadurismo Populismo de derecha   | Euroescepticismo        | Europa de la Libertad y la Democracia Directa                              |
|                          | Alliance of Independent Democrats in Europe      | ADIE                     | 2005       | 2008       | 2006–2008                                                               | Populismo de derecha Nacionalconservadurismo                      | Euroescepticismo fuerte | Independencia/Democracia                                                   |
|                          | Alliance for Europe of the Nations               | AEN                      | 2002       | 2009       | 2004–2009                                                               | Conservadurismo Nacionalconservadurismo                           | Euroescepticismo fuerte | Unión por la Europa de las Naciones                                        |
|                          | Coalition for Life and Family                    | CVF                      | 2016       |            | Cumplió los requisitos en 2017 pero no recibió financiación.            | Conservadurismo social Catolicismo político Nacionalismo Reacción |                         |                                                                            |
|                          | European Alliance for Freedom                    | EAF                      | 2010       | 2016       | 2011–2016                                                               | Soberanismo Populismo de derecha Nacionalismo                     | Euroescepticismo        | Europa de las Naciones y de las Libertades                                 |
|                          | Europeans United for Democracy                   | EUD                      | 2005       | 2017       | 2006–2016, cumplió los requisitos en 2017 pero no recibió financiación. | Euroescepticismo suave                                            | Euroescepticismo        | Independencia/Democracia Conservadores y Reformistas Europeos La Izquierda |
|                          | Libertas                                         |                          | 2008       | 2010       | Cumplió los requisitos en 2009 pero no recibió financiación.            | Federalismo europeo En contra del Tratado de Lisboa               | Euroescepticismo        | Europe of Freedom and Democracy                                            |
|                          | Movement for a Europe of Liberties and Democracy | MELD                     | 2011       | 2015       | 2012–2015                                                               | Nacionalconservadurismo Populismo de derecha                      | Euroescepticismo        | Europe of Freedom and Democracy                                            |